# Terror belli, decus pacis

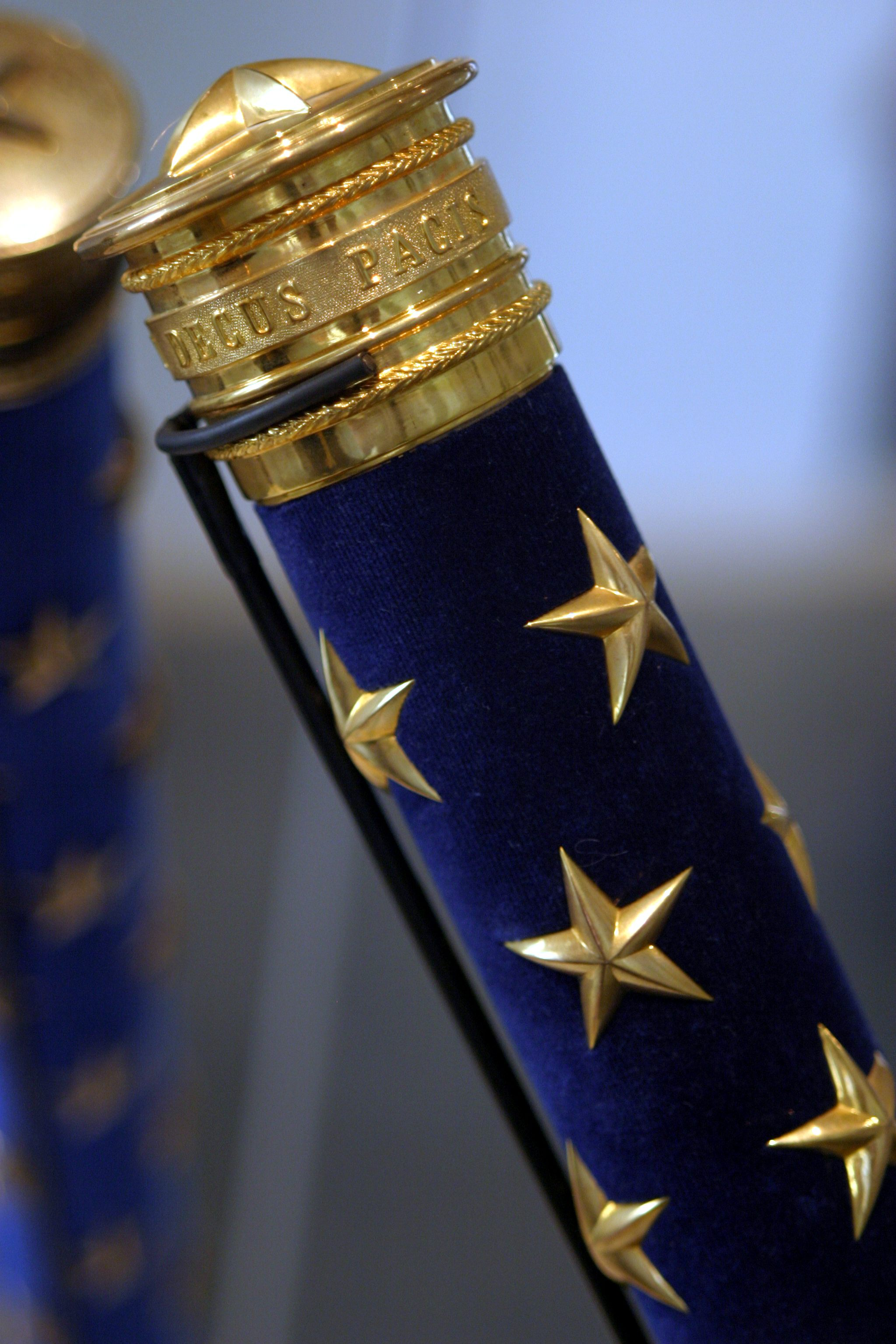
Le sommet d'un bâton de maréchal exposé au musée de l'Armée, à Paris. On peut y lire les deux derniers mots de la devise « Terror belli, decus pacis »

Cet article court présente un sujet plus développé dans : Maréchal de France.
Terror belli, decus pacis, qui se traduit en français par « Terreur en temps de guerre, honneur en temps de paix », est une locution latine gravée sur les bâtons de Maréchal de France. Il s'agit de la devise de la famille de Contades.